# James Lovelock
James Ephraim Lovelock (Letchworth, 26 juli 1919 – Abbotsbury, 26 juli 2022) was een Brits onafhankelijk wetenschapper, auteur, onderzoeker en milieubeschermer. Zijn grootste bekendheid ontleende hij, samen met Lynn Margulis, aan het bedenken en uitdragen van de Gaia-hypothese, waarin hij stelde dat de aarde functioneert als een zelfregulerend superorganisme.

## Levensgeschiedenis
Lovelock werd geboren in Letchworth Garden City, een stadje in het Engelse graafschap Hertfordshire. Hij studeerde scheikunde aan de Universiteit van Manchester en trad vervolgens in dienst bij het Institute for Medical Research in Londen.
In 1948 promoveerde hij aan de London School of Hygiene and Tropical Medicine. In de VS deed hij onderzoek aan Yale, Baylor University, en Harvard University.
Lovelock overleed op zijn 103e verjaardag ten gevolge van een val.

## Loopbaan
Lovelock vond in 1957 de Electron Capture Detector uit, waarmee zeer kleine concentraties van chemische stoffen in de atmosfeer kunnen worden gedetecteerd. Deze uitvinding droeg bij aan het ontdekken van de rol die CFK's spelen in de aantasting van de ozonlaag.
Hij heeft een groot aantal uitvindingen gedaan, waarvan er een aantal door NASA zijn toegepast bij het onderzoek van de planeten. Tijdens zijn werk bij NASA ontwikkelde Lovelock de Gaia-hypothese.
Lovelock werkte in de jaren zestig bij NASA aan het Viking-programma dat uit twee onbemande ruimtevluchten naar Mars bestond. Hij stelde vast dat de atmosfeer van Mars stabiel van samenstelling is, en bestaat uit geringe hoeveelheden zuurstof, methaan, en waterstof en een overvloed aan kooldioxide. Dit was een belangrijke aanwijzing voor het ontbreken van leven op Mars. Desondanks besloot NASA het programma uit te voeren, op zoek naar aanwijzingen voor leven, maar NASA heeft dit tot op heden niet gevonden.
In 1974 werd Lovelock Fellow van de Royal Society. Van 1986 tot 1990 was hij voorzitter van de Marine Biological Association en in 1990 ontving hij de eerste Dr. A.H. Heinekenprijs voor de Milieuwetenschappen van de Koninklijke Nederlandse Akademie van Wetenschappen.

### Gaia
Hoewel de Gaia-hypothese door de milieubeweging vrij snel werd omarmd, ontmoette zij in wetenschappelijke kring veel scepsis. Bekende critici van de Gaia-hypothese zijn Richard Dawkins en Ford Doolittle. In het kort komt deze kritiek erop neer, dat het mechanisme van natuurlijke selectie, dat op individuele organismen van toepassing is, op gespannen voet staat met het ontstaan van een situatie van homeostase op planetair niveau.
Lovelock weerlegde de kritiek met modellen, zoals Madeliefjeswereld, die laten zien hoe effecten op het niveau van het individuele organisme kunnen doorwerken in planetaire homeostase. Het is echter nog niet duidelijk in welke mate de mechanismen van Madeliefjeswereld van toepassing zijn in de volledige complexiteit van onze biosfeer en ons klimaat. De Gaia-hypothese heeft een diepgaande invloed gehad op het denken over de omgeving en hoe we ermee omgaan, wat aanleiding gaf tot het nieuwe onderzoeksveld van het aardsysteem.

### Kernenergie
Lovelock was een van de eerste wetenschappers die alarm sloeg over de dreiging van opwarming van de aarde als gevolg van het versterkte broeikaseffect. Ondanks het feit dat hij reeds in 1979, in zijn boek Gaia: Een nieuwe visie op de Aarde, enige afstand nam van de milieubeweging, door te schrijven dat "het leven is waarschijnlijk ontstaan onder omstandigheden met een veel hoger stralingsniveau dan waar bepaalde milieuvoorvechters van tegenwoordig zich druk om maken", veroorzaakte hij in 2004 toch een rel toen hij brak met milieubeschermers door te verklaren dat "uitsluitend kernenergie een halt kan toeroepen aan de opwarming van de aarde". Volgens Lovelock is kernenergie het enige realistische alternatief voor fossiele brandstoffen, dat in staat is te voorzien in de grootschalige energiebehoefte van de mensheid terwijl de uitstoot van broeikasgassen afneemt.

### Novaceen
Rond zijn 100ste verjaardag lanceerde Lovelock in een nieuw boek het concept 'Novaceen', het geologisch tijdperk dat op het antropoceen volgt. Een fractie van de mensheid, die aan de Noordpool de milieucatastrofe weet te overleven, zal dan geleid worden door superintelligente robots, die ons niet zullen terroriseren, maar tolereren en ook de aarde in stand willen houden. Hun attitude tegenover ons is ongeveer zoals wij nu tegenover planten staan.

## Boeken
- Gaia: A New Look at Life on Earth (1979, 3e ed. 2000). Oxford University Press. ISBN 0192862189
- The Greening of Mars (1984, samen met Michael Allaby). Warner Books. ISBN 0446329673
- Ages of Gaia (1988, herziene ed. 1995). Oxford University Press. ISBN 0393312399
- Gaia: The Practical Science of Planetary Medicine Gaia Books (1991 ed.). Oxford University Press (2001 ed.). ISBN 0195216741
- Homage to Gaia: The Life of an Independent Scientist (2000). Oxford University Press. ISBN 0198604297 (Lovelocks autobiografie)
- The Revenge of Gaia: Why the Earth Is Fighting Back - and How We Can Still Save Humanity (2006). Penguin Books Ltd. ISBN 0141025972
  - (nl) De wraak van Gaia (2007). Bert Bakker. ISBN 9789035130852
- The Vanishing Face of Gaia: A Final Warning (2009). Penguin Books. ISBN 9781846141850
- Novacene. The Coming Age of Hyperintelligence (2019). Allen Lane (Penguin Books). ISBN 9780241399361
  - (nl) Welkom in het Novaceen (2019). Atlas Contact. ISBN 9789045040349

- Bibsys: 90204879
- Biblioteca Nacional de España: XX902800
- Bibliothèque nationale de France: cb12057259c (data)
- Catàleg d'autoritats de noms i títols de Catalunya: 981058511229606706
- CiNii: DA00129153
- Gemeinsame Normdatei: 122763696
- International Standard Name Identifier: 0000 0001 1224 5724
- Library of Congress Control Number: n79074034
- Nationale Bibliotheek van Letland: 000303900
- Bibliotheek van het Japanse parlement: 00448093
- Nationale Bibliotheek van Tsjechië: xx0005342
- Nationale bibliotheek van Australië: 35930437
- Nationale Bibliotheek van Israël: 987007436207305171
- Nationale Bibliotheek van Polen: a0000001186245
- Nationale en Universitaire bibliotheek Zagreb: 000121674
- Nederlandse Thesaurus van Auteursnamen: 075239833
- Réseau des bibliothèques de Suisse occidentale: 02-A000107063
- Istituto Centrale per il Catalogo Unico: LO1V037819
- Système universitaire de documentation: 028814304
- Union List of Artist Names: 500261359
- Virtual International Authority File: 109784577
- WorldCat: E39PBJjxptFpHTCydGhqQvFFrq